# Bruno Apitz
Bruno Apitz (Leipzig, 28 de abril de 1900 – Berlín, 7 de abril de 1979) fue un escritor alemán judío, sobreviviente del campo de concentración de Buchenwald.

## Biografía
Apitz nació en Leipzig, como el duodécimo hijo de una lavandera. Comenzó a asistir a la escuela a los catorce años de edad, y posteriormente se dedicó a ser aprendiz de pintor. Durante la Primera Guerra Mundial fue un apasionado simpatizante del líder comunista alemán Karl Liebknecht. A los 17 años de edad, dio un discurso frente a un grupo de obreros en huelga que lo llevaría a una condena de veintinueve meses en prisión.
En 1919, Apitz se unió al Partido Socialdemócrata de Alemania (SPD) y en 1927, al Partido Comunista de Alemania (KPD), más radical que el primero. Tuvo una participación activa en la Revolución de Noviembre de 1918 y en el golpe de Kapp de 1920. Durante este último, publicó sus primeros poemas y relatos cortos en varios periódicos comunistas. Escribió su primera obra de teatro en 1924, y, a partir de entonces, cayó preso varias veces a manos de los nazis en varios campos de concentración, acusado de distribuir propaganda socialista antibélica y por ser un miembro activo del Partido Comunista. Entre 1937 y 1945, estuvo preso en el campo de concentración de Buchenwald, cerca de Weimar. Esta estadía obligada conformó la base de su novela más famosa, Nackt unter Wölfen (Desnudo entre lobos). 
Después de 1945 trabajó para la compañía de cine de Alemania Oriental Deutsche Film-Aktiengesellschaft como autor de novelas radiales. Fue uno de los miembros fundadores del Partido Socialista Unificado de Alemania (SED), que se convirtió en el partido dominante de la nación. 
Apitz fue miembro de la Academia de Artes y de los clubes PEN del GDR. Su novela Nackt unter Wölfen fue publicada por primera vez en 1958 y ha sido traducida a treinta idiomas, por lo que ha obtenido reconocimiento internacional.  
Su ciudad natal, Leipzig, lo nombró Ciudadano de Honor en 1976. Falleció en Berlín el 17 de abril de 1979..

## Obras
- Der Mensch im Nacken, 1924
- Nackt unter Wölfen, 1958
- Der Regenbogen, 1976
- Schwelbrand. Autobiografischer Roman, Berlín, 1984